# یواس‌سی و جی‌اس مارینداکو
یواس‌سی و جی‌اس مارینداکو (به انگلیسی: USC&GS Marinduque) یک کشتی است که طول آن ۱۳۲ فوت (۴۰ متر) می‌باشد. این کشتی در سال ۱۹۰۱ ساخته شد.